# Krzysztof Kruszewski
Krzysztof Włodzimierz Kruszewski (ur. 30 marca 1939 w Warszawie, zm. 14 lipca 2015 tamże) – polski działacz komunistyczny, pedagog, profesor nauk humanistycznych, nauczyciel akademicki Uniwersytetu Warszawskiego, w latach 1980–1981 minister oświaty i wychowania.

## Życiorys
Był synem Simony i Włodzimierza. Był członkiem Związku Młodzieży Polskiej, a w latach 1957–1962 należał do Związku Młodzieży Socjalistycznej. Od 19 kwietnia 1963 należał do Polskiej Zjednoczonej Partii Robotniczej. W latach 1972–1973 był sekretarzem Komitetu Uczelnianego Uniwersytetu Warszawskiego. Następnie do 1977 w Komitecie Centralnym PZPR kierował sektorem Studiów i Analiz w Wydziale Pracy Ideowo-Wychowawczej. A od 1977 do 1980 był sekretarzem w Warszawskim Komitecie Miejskim PZPR.
Jako sekretarz Komitetu Warszawskiego PZPR miał być inicjatorem organizowania napadów bojówkarskich na wykładowców i słuchaczy opozycyjnego Towarzystwa Kursów Naukowych (1978–1981). W okresie od 3 kwietnia 1980 do 12 lutego 1981 był ministrem oświaty i wychowania w rządzie Edwarda Babiucha, Józefa Pińkowskiego i Wojciecha Jaruzelskiego.
Habilitował się w 1971. Tytuł naukowy profesora uzyskał w 1990. Od 1979 do 2008 był nauczycielem akademickim Wydziału Pedagogicznego Uniwersytetu Warszawskiego oraz Wojskowej Akademii Politycznej do 1990. Od 1995 był profesorem Wyższej Szkoły Pedagogicznej Związku Nauczycielstwa Polskiego.

## Życie prywatne
Żonaty z pochodzącą ze Lwowa – Anną. Jego synem jest Krzysztof Borys Kruszewski, założyciel przedsiębiorstwa badań rynku – SMG/KRC (Millward Brown, obecnie Kantar). 14 lipca 2015 w mieszkaniu przy ulicy Zwycięzców na Saskiej Kępie zastrzelił żonę i również strzałem z broni palnej, odebrał sobie życie.